# Luis Barros Méndez
Juan Luis Hipólito Héctor Barros Méndez (Concepción, 1861—Santiago, 6 de enero de 1906) fue un abogado, poeta, político y parlamentario chileno.

## Primeros años de vida
Hijo de Juan Agustín Barros Morán y de Carmen Méndez Urrejola. Estudió en el Colegio San Ignacio desde 1874. Ingresó a la Universidad de Chile, Facultad de Derecho y juró como Abogado el 8 de enero de 1883.
Contrajo matrimonio con Maria Teresa del Transito Moreira Urrejola, con quien tuvo 12 hijos.

## Vida pública
Fue fundador y dueño de la imprenta más importante de la época "La Imprenta Barcelona".
En Concepción fue redactor de la Revista Católica y ejerció su profesión de abogado.
Militante del partido Conservador. Administrador del Hospital San Juan de Dios en 1902. Profesor de Derecho Natural, Medicina Legal y Código Penal en la Universidad Católica de Chile de 1889 a 1898.
Ministro de Guerra y Marina desde el 23 de octubre de 1903 al 10 de enero de 1904, bajo el gobierno de Germán Riesco.
Relevantes son sus poemas "Al Mar" y "En los bosques de mi tierra", aunque como poeta no fue ampliamente reconocido es destacado un cuarteto grabado en la entrada del Cementerio General de Santiago, que dice: "Ancha es la puerta, pasajero avanza, y ante el misterio de la tumba advierte, como guardan el sueño de la muerte, la Fé, la Caridad y la Esperanza".
Diputado por Chillán y San Carlos para el período 1891 a 1894. Integró la Comisión de Elecciones, Calificadora de Peticiones y la Comisión de Educación y Beneficencia. Diputado por Itata para el período 1900 a 1903. Ocupó la Primera Vicepresidencia desde el 2 de junio al 11 de julio de 1900. Integró la Comisión de Constitución, legislación y Justicia y la Comisión de Legislación y Justicia.
Falleció en Santiago el 6 de enero de 1906.